# Bislett Games 2016
Navigation
Édition précédente Édition suivante
Le  meeting des Bislett Games 2016 se déroule le 9 juin 2016 au Bislett stadion d'Oslo, en Norvège. Il constitue la septième étape de la Ligue de diamant 2016.

## Résultats

### Hommes
| Rang | Athlète             | Temps         | Points |
| ---- | ------------------- | ------------- | ------ |
| 1    | Andre De Grasse     | 10 s 07 (SB)  | 10     |
| 2    | Mike Rodgers        | 10 s 09       | 6      |
| 3    | Dentarius Locke     | 10 s 12 (=SB) | 4      |
| 4    | Ameer Webb          | 10 s 18       | 3      |
| 5    | Christophe Lemaitre | 10 s 20       | 2      |
| 6    | Sean McLean         | 10 s 32       | 1      |

| Rang | Athlète           | Temps              | Points |
| ---- | ----------------- | ------------------ | ------ |
| 1    | Asbel Kiprop      | 3 min 51 s 48 (WL) | 10     |
| 2    | Elijah Manangoi   | 3 min 52 s 04 (PB) | 6      |
| 3    | Taoufik Makhloufi | 3 min 52 s 24 (SB) | 4      |
| 4    | Nick Willis       | 3 min 52 s 26 (SB) | 3      |
| 5    | Ryan Gregson      | 3 min 52 s 59      | 2      |
| 6    | Charlie Grice     | 3 min 52 s 85      | 1      |

| Rang | Athlète           | Temps          | Points |
| ---- | ----------------- | -------------- | ------ |
| 1    | Hagos Gebrhiwet   | 13 min 7 s 70  | 10     |
| 2    | Muktar Edris      | 13 min 8 s 11  | 6      |
| 3    | Yomif Kejelcha    | 13 min 8 s 34  | 4      |
| 4    | Abdelaati Iguider | 13 min 8 s 61  | 3      |
| 5    | Isiah Koech       | 13 min 10 s 18 | 2      |
| 6    | Dejen Gebremeskel | 13 min 10 s 68 | 1      |

| Rang | Athlète         | Temps        | Points |
| ---- | --------------- | ------------ | ------ |
| 1    | Yasmani Copello | 48 s 79 (SB) | 10     |
| 2    | Javier Culson   | 48 s 99 (SB) | 6      |
| 3    | Michael Tinsley | 49 s 02      | 4      |
| 4    | Kerron Clement  | 49 s 61      | 3      |
| 5    | Karsten Warholm | 49 s 80      | 2      |
| 6    | Nicholas Bett   | 49 s 85      | 1      |

| Rang | Athlète             | Marque | Points |
| ---- | ------------------- | ------ | ------ |
| 1    | Renaud Lavillenie   | 5,80 m | 10     |
| 2    | Shawn Barber        | 5,73 m | 6      |
| 3    | Paweł Wojciechowski | 5,65 m | 4      |
| 4    | Stanley Joseph      | 5,55 m | 3      |
| 5    | Xue Changrui        | 5,40 m | 2      |
| 6    | Eirik Dolve         | 5,25 m | 1      |

| Rang | Athlète        | Marque       | Points |
| ---- | -------------- | ------------ | ------ |
| 1    | Alexis Copello | 16,91 m      | 10     |
| 2    | Teddy Tamgho   | 16,80 m (SB) | 6      |
| 3    | Max Hess       | 16,69 m      | 4      |
| 4    | Chris Benard   | 16,66 m      | 3      |
| 5    | Omar Craddock  | 16,48 m      | 2      |
| 6    | Troy Doris     | 16,48 m      | 1      |

| Rang | Athlète           | Marque       | Points |
| ---- | ----------------- | ------------ | ------ |
| 1    | Joe Kovacs        | 22,01 m      | 10     |
| 2    | Konrad Bukowiecki | 21,14 m (PB) | 6      |
| 3    | Tomasz Majewski   | 20,56 m      | 4      |
| 4    | Tim Nedow         | 20,40 m      | 3      |
| 5    | Asmir Kolašinac   | 19,84 m      | 2      |
| 6    | O'Dayne Richards  | 19,14 m      | 1      |

| Rang | Athlète          | Marque       | Points |
| ---- | ---------------- | ------------ | ------ |
| 1    | Thomas Röhler    | 89,30 m (WL) | 10     |
| 2    | Johannes Vetter  | 87,11 m (PB) | 6      |
| 3    | Keshorn Walcott  | 86,35 m (SB) | 4      |
| 4    | Hamish Peacock   | 84,25 m      | 3      |
| 5    | Ihab Abdelrahman | 81,94 m      | 2      |
| 6    | Jakub Vadlejch   | 81,89 m      | 1      |

### Femmes
| Rang | Athlète            | Temps            | Points |
| ---- | ------------------ | ---------------- | ------ |
| 1    | Dafne Schippers    | 21 s 93 (WL, MR) | 10     |
| 2    | Elaine Thompson    | 22 s 64          | 6      |
| 3    | Ivet Lalova-Collio | 22 s 78 (SB)     | 4      |
| 4    | Simone Facey       | 22 s 88          | 3      |
| 5    | Jodie Williams     | 23 s 29          | 2      |
| 6    | Rosângela Santos   | 23 s 65 (SB)     | 1      |

| Rang | Athlète                 | Temps   | Points |
| ---- | ----------------------- | ------- | ------ |
| 1    | Stephenie Ann McPherson | 51 s 04 | 10     |
| 2    | Natasha Hastings        | 51 s 38 | 6      |
| 3    | Novlene Williams-Mills  | 51 s 66 | 4      |
| 4    | Anyika Onuora           | 51 s 85 | 3      |
| 5    | Morgan Mitchell         | 51 s 92 | 2      |
| 6    | Libania Grenot          | 52 s 03 | 1      |

| Rang | Athlète                   | Temps              | Points |
| ---- | ------------------------- | ------------------ | ------ |
| 1    | Faith Kipyegon            | 4 min 18 s 60 (WL) | 10     |
| 2    | Laura Muir                | 4 min 19 s 12      | 6      |
| 3    | Meraf Bahta               | 4 min 25 s 26      | 4      |
| 4    | Sofia Ennaoui             | 4 min 25 s 34 (PB) | 3      |
| 5    | Angelika Cichocka         | 4 min 25 s 39 (PB) | 2      |
| 6    | Karoline Bjerkeli Grøvdal | 4 min 26 s 23 (NR) | 1      |

| Rang | Athlète            | Temps        | Points |
| ---- | ------------------ | ------------ | ------ |
| 1    | Brianna Rollins    | 12 s 56      | 10     |
| 2    | Dawn Harper-Nelson | 12 s 75 (SB) | 6      |
| 3    | Jasmin Stowers     | 12 s 79      | 4      |
| 4    | Tiffany Porter     | 12 s 94      | 3      |
| 5    | Cindy Roleder      | 12 s 94      | 2      |
| 6    | Isabelle Pedersen  | 13 s 12 (SB) | 1      |

| Rang | Athlète            | Temps              | Points |
| ---- | ------------------ | ------------------ | ------ |
| 1    | Hyvin Jepkemoi     | 9 min 9 s 57       | 10     |
| 2    | Sofia Assefa       | 9 min 18 s 53      | 6      |
| 3    | Etenesh Diro       | 9 min 19 s 40      | 4      |
| 4    | Madeline Hills     | 9 min 24 s 73 (SB) | 3      |
| 5    | Charlotta Fougberg | 9 min 30 s 11 (SB) | 2      |
| 6    | Genevieve LaCaze   | 9 min 30 s 52 (PB) | 1      |

| Rang | Athlète         | Marque | Points |
| ---- | --------------- | ------ | ------ |
| 1    | Ruth Beitia     | 1,90 m | 10     |
| 2    | Tonje Angelsen  | 1,85 m | 6      |
| 2    | Michaela Hrubá  | 1,85 m | 6      |
| 2    | Sofie Skoog     | 1,85 m | 6      |
| 5    | Kamila Lićwinko | 1,85 m | 2      |
| 6    | Erika Kinsey    | 1,85 m | 1      |

| Rang | Athlète           | Marque      | Points |
| ---- | ----------------- | ----------- | ------ |
| 1    | Ivana Španović    | 6,94 m      | 10     |
| 2    | Christabel Nettey | 6,68 m      | 6      |
| 3    | Shara Proctor     | 6,67 m (SB) | 4      |
| 4    | Tianna Bartoletta | 6,65 m      | 3      |
| 5    | Ksenija Balta     | 6,61 m      | 2      |
| 6    | Alexandra Wester  | 6,42 m      | 1      |

| Rang | Athlète         | Marque  | Points |
| ---- | --------------- | ------- | ------ |
| 1    | Sandra Perković | 67,10 m | 10     |
| 2    | Nadine Müller   | 63,09 m | 6      |
| 3    | Denia Caballero | 65,65 m | 4      |
| 4    | Shanice Craft   | 62,08 m | 3      |
| 5    | Yaime Pérez     | 61,91 m | 2      |
| 6    | Jade Lally      | 59,56 m | 1      |

## Légende
Records et Performances
- AR : Record continental (area record)
- CR : Record des championnats (championship record)
- MR : Record du meeting (meet record)
- NR : Record national (national record)
- OR : Record olympique (olympic record)
- PR : Record paralympique (paralympic record)
- PB : Record personnel (personal best)
- SB : Meilleure performance personnelle de la saison (season's best)
- WL : Meilleure performance mondiale de l'année (world leader)
- WJR : Record du monde junior (world junior record)
- WR : Record du monde (world record)

Circonstances et Conditions
- DNF : N'a pas terminé (did not finish)
- DNS : N'a pas pris le départ (did not start)
- DQ : Disqualification (disqualification)
- NM : Aucun essai valable enregistré (No Mark)
- Q : Qualifié « directement » au prochain tour (ou à la prochaine compétition), lors d'une compétition majeure, grâce au classement ou à la réalisation des minima (automatic qualifier)
- q : Qualifié au prochain tour (ou à la prochaine compétition), lors d'une compétition majeure, grâce au repêchage ou à la réalisation de l'une des meilleures performances parmi celles des « non qualifiés directement » (grâce au meilleur temps ou à la meilleure distance par exemple) (secondary qualifier)